# 日産・キャブオール
キャブオール（Caball）は、日産自動車がかつて製造していた中型・小型トラックである。警察用車両や消防車など、特装車のベースとしても多く用いられた。また、自衛隊にもトラック3/4t 4×4 / 4×2として特装仕様が納入されていた。このことから海上自衛隊では、現在も「キャブオール」がトラック3/4t 4×4 / 4×2の通称となっている。

## 歴史

### 初代（1957年-1966年）
- 1957年（昭和32年）12月 - 日産初のキャブオーバー型トラックとしてC40型系が発売された[1]。シャシはB40型系ジュニアと同一である。
- 1960年（昭和35年）4月 - マイナーチェンジ。C140型系となる。

### 2代目（1966年-1976年）

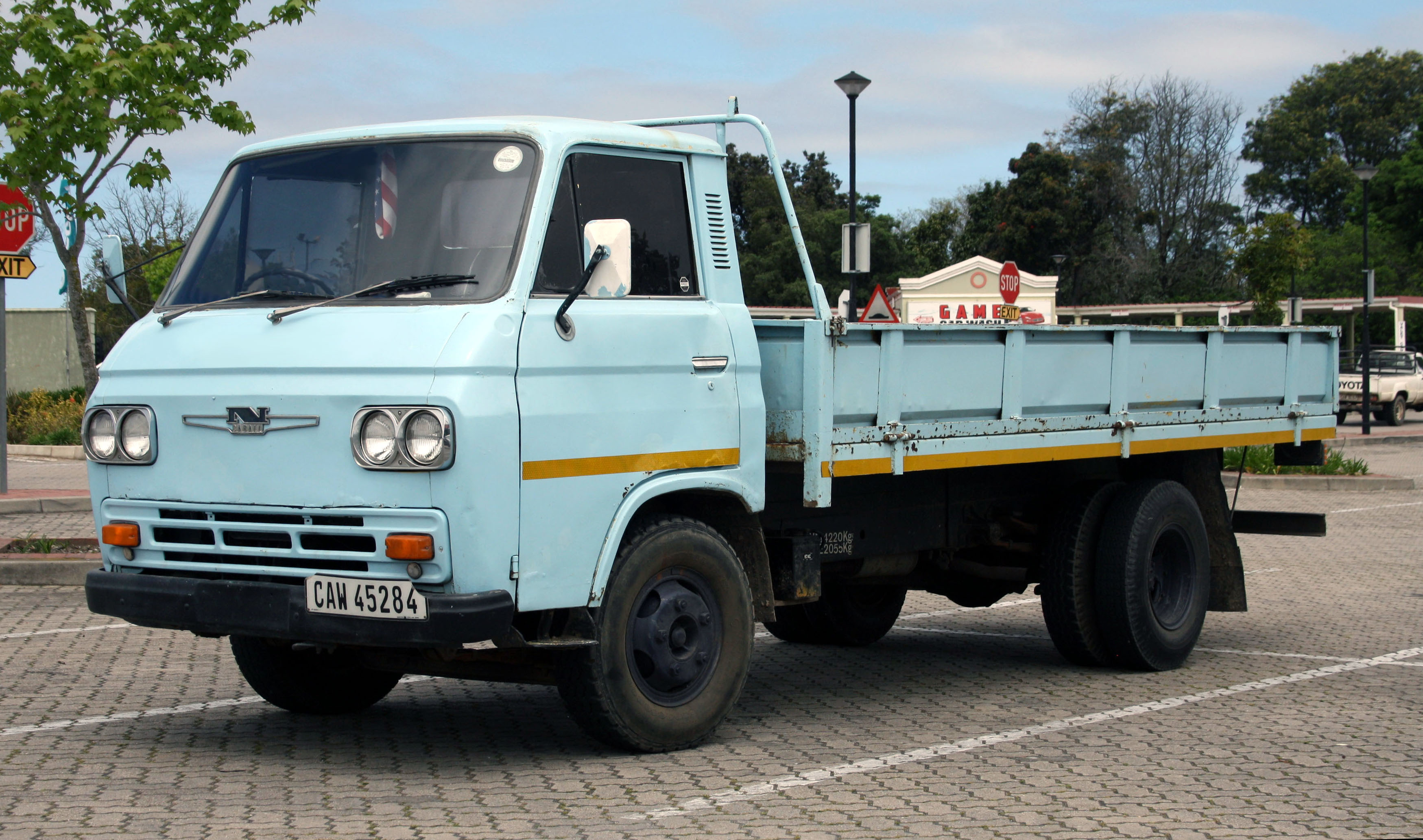
C240型系キャブオール（タイ）

- 1966年（昭和41年）8月 - フルモデルチェンジで2代目（C240型系）となる。このモデルからヘッドランプが4灯となった。このランプベゼルは同時にモデルチェンジした2代目エコー（GC240型系）と共通である。
- 1969年（昭和44年） - マイナーチェンジ。ラジエーターグリルを含むフロント部分の意匠変更のほか、保安基準改正のため、フロント側面に装備されているターンシグナルランプが大型化された。
- 1973年（昭和48年） - 2度目のマイナーチェンジ。ラジエターグリルを含むフロント部分の意匠変更のほか、ラジエーターグリルの両端部分に装備されているフロントコンビネーションランプの形状が長方形型から台形型に変更された。

### 3代目（1976年-1981年）

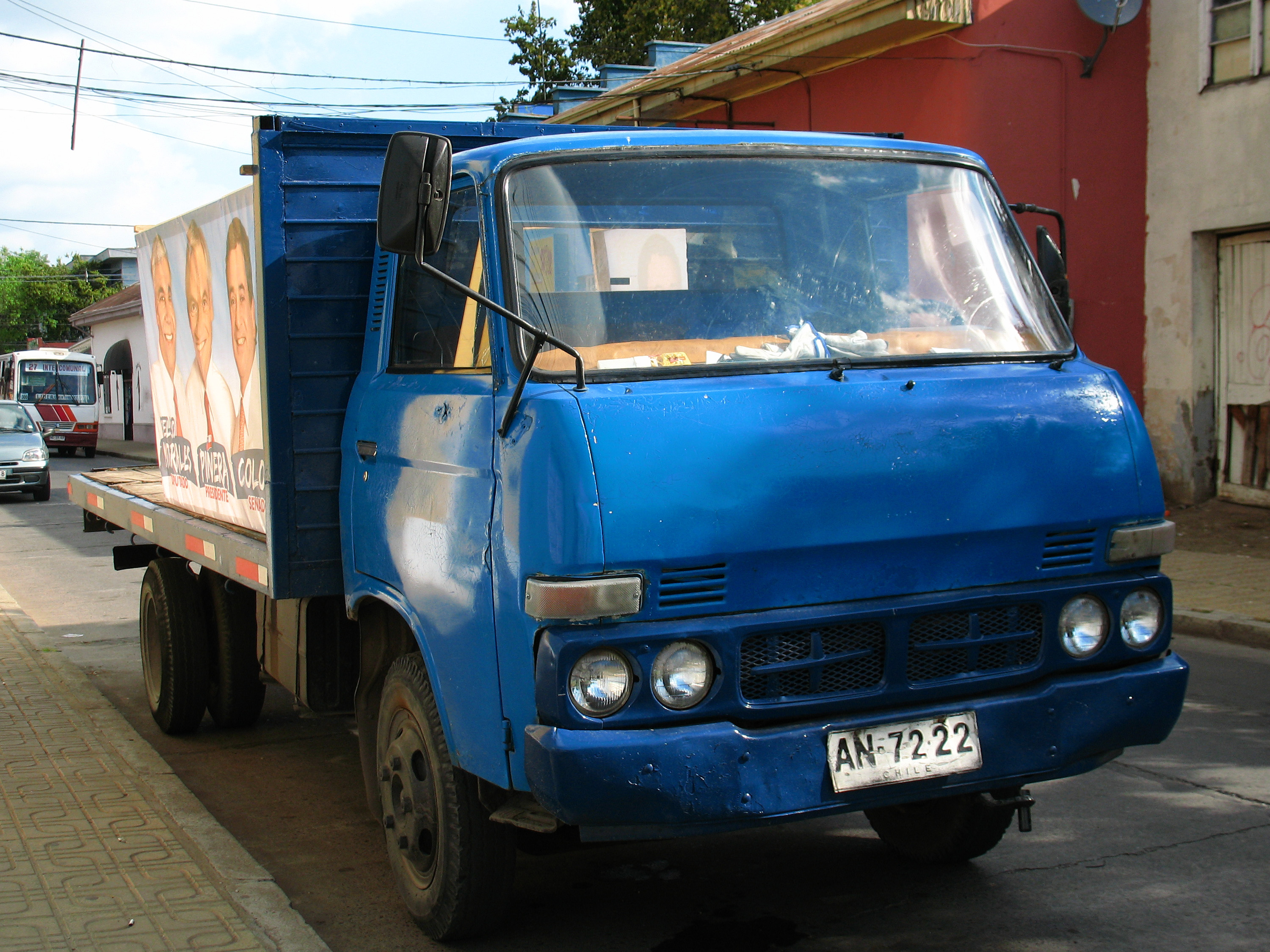
C340型系キャブオール

- 1976年（昭和51年）5月 - フルモデルチェンジで3代目（C340型系）となる。キャブは2代目のキャリーオーバーとなるが、全体的に丸みを持たせたデザインに改められ、三角窓が廃止された。このモデルからクリッパーとの姉妹車となった[2]。3代目よりルートバンが廃止され、トラック系のみとなる。なお、輸出仕様はクリッパーと同じフロントグリルとなっている。
- 1978年（昭和53年） - 一部改良。標準ボディー車に後輪を小径ダブルタイヤとしたスーパーローを追加。
- 1979年（昭和54年）9月 - マイナーチェンジ。昭和54年排出ガス規制適合。メーカーズプレートが現行車種で採用されている様式に変更。
- 1980年（昭和55年）6月 - 一部改良。3,300 ccのED33型ディーゼルエンジンを追加、冷間時の始動性向上対策にオートグロー及びアフターグローの追加。安全対策として、ロングボディー車のキャブ左側面にセーフティーウインドウを追加し、一部車種に排気ブレーキがオプション設定された。パワーステアリングも一部車種にオプション設定されたが、クーラーとの同時装着はできない。
- 1981年（昭和56年） - 12月 クリッパーとともに、新型トラック『アトラス』への統合を機に販売終了。